# Camdeboo-Nationalpark

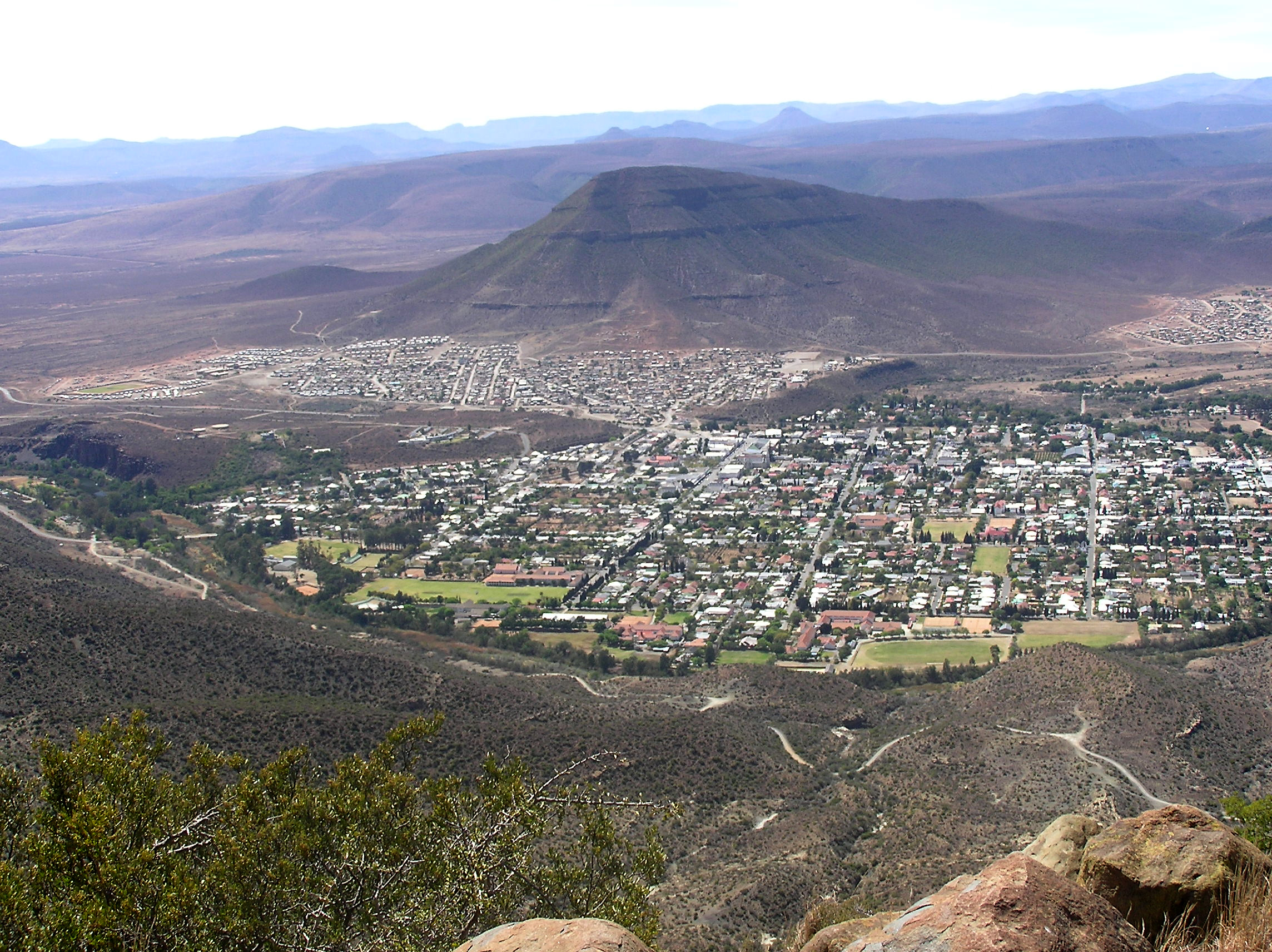
Die Stadt Graaf-Reinet mit Teilen des Nationalparks an ihren Rändern (der Berg Lokasiekop, 1218 Meter, in der Bildmitte)

Der Camdeboo-Nationalpark (englisch Camdeboo National Park) ist ein Nationalpark im Umfeld der südafrikanischen Stadt Graaff-Reinet, in der Provinz Eastern Cape. Er besteht aus einem westlichen und östlichen Teil. Um den historischen Kern der Stadt Graaff-Reinet greifen die zwei Bereiche des Camdeboo-Nationalparks herum. Der an das Stadtgebiet angrenzende Nqweba-Staudamm ist ein weiterer Bestandteil seines Gebietes.

## Beschreibung
Die beiden Teile des Nationalparks besitzen zusammen eine Gesamtfläche von 14.500 Hektar. In Betrachtung seiner Beziehungen zum Umfeld befindet sich der Nationalpark in einer für Südafrika ungewöhnlichen Lage. Er umfasst nahezu die komplette Umgebung einer mittleren Stadt mit 44.317 Einwohnern (2001). Daraus ergeben sich wechselseitige sozio-ökonomische Beziehungen. Die üblichen industriell-gewerblichen Stadtrandgebiete sind in Graaf-Reinet in der üblichen Form nicht möglich.
Die wichtigsten Areale des Nationalparks liegen auf einer Meereshöhe zwischen 740 und 1480 Metern am Fuße der Sneeuberg-Abhänge. Damit befindet er sich unmittelbar an der Großen Randstufe (Great Escarpment). Das Nationalparkgelände geht nördlich und westlich von den Ausläufern der angrenzenden Erhebungen in deren vorgelagerte Ebenen über. Es existieren für die Besucher mehrere Eingangspunkte. Der touristisch bevorzugte Bereich befindet sich westlich der Stadt. Der östliche Teil ist für die touristische Nutzung weniger intensiv erschlossen. Es gibt im Nationalparkgelände Fahrstraßen für die Leih- und Rangerfahrzeuge sowie Wanderwege zu den attraktiven Punkten.
Die Boden- und Vegetationsverhältnisse im nahen Bergland sind seit längerer Zeit das Ziel ökologischer und geologischer Beobachtungen. Hier treten schwerwiegende Bodenerosionserscheinungen auf. Die Probleme der Bodenerosion in den nahen Bergen sind im Nationalpark zu beobachten. In das Becken des Nqweba-Staudamm es wurden über die Jahre durch die Zuflüsse (Sundays River und zwei kleiner Wasserläufe) großen Mengen von fluviatilen Sedimenten eingetragen. Seine Aufnahmefähigkeit für Wasser liegt nur noch bei etwa 60 Prozent.

Die Besonderheit dieser pedologischen und hydrologischen Situation äußert sich auch in der Form, dass die Besucher aufgefordert werden, in ihren Fahrzeugen möglichst zu verbleiben und bei schweren Regenfällen das Nationalparkgelände zu verlassen, da sonst die Gefahr ihrer temporären Isolation besteht.
Forschungen beschäftigen sich mit der Vegetationsentwicklung in den Verlandungszonen des Nqweba-Staudammes. Insbesondere beobachtet man hier das invasive Auftreten von Tamarisken-Pflanzen in dessen Feuchtzonen.
Das Valley of Desolation ist ein bizarres Felsental, das durch seine säulenförmigen Absonderungen von Karoo-Doleriten als Naturdenkmal eine besondere Sehenswürdigkeit bildet.

## Entstehung des Nationalparks
Das nahe gelegene Valley of Desolation erhielt im Jahr 1935 den Status eines Nationalen Monuments. Im September 1974 schlug Anton Rupert von der Südafrikanischen Natur-Stiftung (South African Nature Foundation) vor, ein Karoo-Naturschutzgebiet (Karoo Nature Reserve) mit dem Felsen-Tal als Kerngebiet einzurichten. Er startete diese Idee mit einer Kampagne unter Schülern, die mit dem Kauf von symbolischen Anteilscheinen das Projekt ideell vorantrieben. Daraufhin wurde  am 24. August 1976 das 2698 Hektar große Naturschutzgebiet Karoo Nature Reserve mittels eines offiziellen Aktes eröffnet. Durch weitere Grundstücksankäufe eines ehemaligen Golfplatzes erweiterte man 1993 das zur Entwicklung vorgesehene Gebiet. Am 29. Oktober 2005 erhielt das Gelände den Status Nationalpark verliehen. Mit einer schrittweisen Erweiterung ist eine Zusammenführung mit dem Mountain-Zebra-Nationalpark geplant.

## Siedlungsgeschichte
Seit der Mitte des 17. Jahrhunderts lebten in der Region des heutigen Nationalparks Angehörige des Inqua-Stammes. Sie nutzten das Land als Wanderhirten. Aus den Bergen wanderte Angehörige der Khoikhoi ein.
Die ersten europäischen Einwanderer siedelten um 1770 in den Camdeboo-Ebenen. Mit ihnen gelangten Merinoschafe, Angoraziegen und fremde Pflanzen in das Gebiet.

## Verkehrsinfrastruktur
Die Verkehrserschließung ist günstig, der Nationalpark ist über die Nationalstraßen N9 und N10 sowie die Regionalstraße R63 erreichbar.